# 刺苞雾水葛
刺苞雾水葛（学名：Pouzolzia spinosobracteata）为荨麻科雾水葛属下的一个种。

## 扩展阅读
- 維基物種上的相關：刺苞雾水葛